# R. Kelly
Robert Sylvester Kelly (Chicago, Illinois, 8 de enero de 1967), conocido por su nombre artístico R. Kelly, es un cantante, compositor y productor musical retirado estadounidense. Actualmente se encuentra en prisión cumpliendo una sentencia condenatoria por cargos federales de extorsión y tráfico sexual que involucran abuso sexual de menores. Nativo de Chicago, Kelly comenzó a actuar desde 1980 y debutó en 1992 con el grupo Public Announcement. En 1993, Kelly lanzó su primer álbum como solista con el álbum 12 Play. También se le conoce por una colección de grandes éxitos, incluyendo la mundialmente conocida I Believe I Can Fly, Bump N’ Grind, Your Body’s Callin’, Gotham City, Ignition (Remix), If I Could Turn Back the Hands of Time, The World’s Greatest y I’m a Flirt (Remix). En 1998, ganó tres premios Grammy por I Believe I Can Fly. Su sonido distintivo y estilo ha influido en numerosos artistas de hip hop y R&B contemporáneo. Kelly se convirtió en la primera estrella de música en jugar baloncesto profesional, cuando firmó en 1997.
Kelly ha escrito, producido y remezclado canciones y álbumes para muchos artistas, incluyendo el álbum debut de Aaliyah, Age Ain’t Nothing but a Number, en 1994. En 1996, Kelly fue nominado a los Premios Grammy por la composición y producción musical de la canción de Michael Jackson You Are Not Alone. En 2002 y 2004, Kelly lanzó dos álbumes de colaboración con el rapero Jay-Z y ha sido vocalista invitado para otros artistas como Sean Combs, Snoop Dogg, Jennifer Hudson, Celine Dion, Justin Bieber, Mariah Carey, The Notorious B.I.G., Ludacris, Tyrese Gibson, Bruno Mars, Wisin & Yandel, Kanye West, Lady Gaga o Michael Jackson.
La Recording Industry Association of America (RIAA) ha reconocido a R. Kelly como uno de los artistas musicales más vendidos en los Estados Unidos con 40 millones de discos vendidos, así como el quinto artista negro en romper el top 50 en la misma lista. En marzo de 2011, R. Kelly fue nombrado el artista R&B más exitoso de los últimos 25 años por Billboard. Kelly ha lanzado 13 álbumes de estudio en solitario, y vendido más de 100 millones de discos en todo el mundo haciendo de él, el artista masculino más exitoso de R&B de la década de 1990. Ha sido acreditado por ayudar a redefinir el R&B y el hip hop, ganándose apodos como Rey del Pop-Soul”. A lo largo de su carrera, Kelly ha ganado numerosos premios, incluyendo un Récord Guinness, así como otros premios, entre ellos 3 Premios Grammy, 11 Soul Train Music Awards y 2 Premios American Music.
El 22 de febrero de 2019, Kelly fue acusado de 10 cargos de abuso sexual criminal agravado. El 11 de julio de 2019, fue arrestado por cargos federales alegando delitos sexuales, trata de personas, pornografía infantil, extorsión y obstrucción de la justicia. Kelly enfrentó un total de 22 cargos federales, incluidos pornografía infantil, secuestro y trabajo forzado, al 29 de enero de 2021. El juez federal ordenó que R. Kelly fuera encarcelado en espera de juicio por los cargos. El 27 de septiembre de 2021, un jurado de un tribunal federal declaró a R. Kelly culpable de nueve cargos de extorsión y violación de la Ley Mann. El juez ordenó que R. Kelly permanezca bajo custodia en espera de la sentencia, que se fijó para el 4 de mayo de 2022.

## Primeros años
Robert Sylvester Kelly nació el 8 de enero de 1967 en el Hospital de Hyde Park, Chicago. Kelly es el tercero de cuatro hijos. Joanne, la madre soltera de Kelly, se ocupó de sus hijos y vivieron en una vivienda pública, en el barrio de Bronzeville, Chicago. A los ocho años de edad, Robert comenzó a cantar en el coro de la iglesia. 
Con una edad muy temprana, Kelly creció en una casa llena de mujeres, quienes, según dijo, actuaban de manera diferente cuando su madre y sus abuelos no estaban en casa. Según él, fue víctima de abusos sexuales por una mujer que era, al menos, diez años mayor que lo que él era. Según lo que escribió en su libro autobiográfico, Kelly nunca se lo dijo a nadie porque "tenía mucho miedo y vergüenza". A los 11 años, recibió un disparo en el hombro mientras iba a su casa en bicicleta; se supone que la bala sigue alojada en el hombro.
Según su autobiografía, Kelly tenía 8 años de edad cuando tuvo su primera novia: Lulu. Ellos se daban la mano y "se comprometieron a ser novio y novia para siempre." Su último día de juego se volvió trágico cuando, después de luchar con algunos niños de mayor edad, a Lulu la empujaron al agua. La corriente se movía muy rápido, y la barría mientras gritaba el nombre de Kelly. Poco después, fue encontrada muerta aguas abajo. Kelly llama a Lulu su primera inspiración musical.
Kelly entró en la Academia de Kenwood, en el barrio de Hyde Park de Chicago, en otoño de 1980, donde conoció a su profesora de música Lena McLin, que animó a Kelly a interpretar “Ribbon in the Sky” de Stevie Wonder en un concurso de talentos de la escuela secundaria. Lena Mclin alentó a un joven Kelly a dejar el equipo de baloncesto. Ella dijo que Kelly estaba furioso al principio, pero después de su actuación en la escuela de talentos, cambió de opinión. Kelly jugó al baloncesto en la escuela con el fallecido jugador de baloncesto Ben Wilson. Cantó "It’s So Hard to Say Goodbye to Yesterday" en el funeral de Wilson.

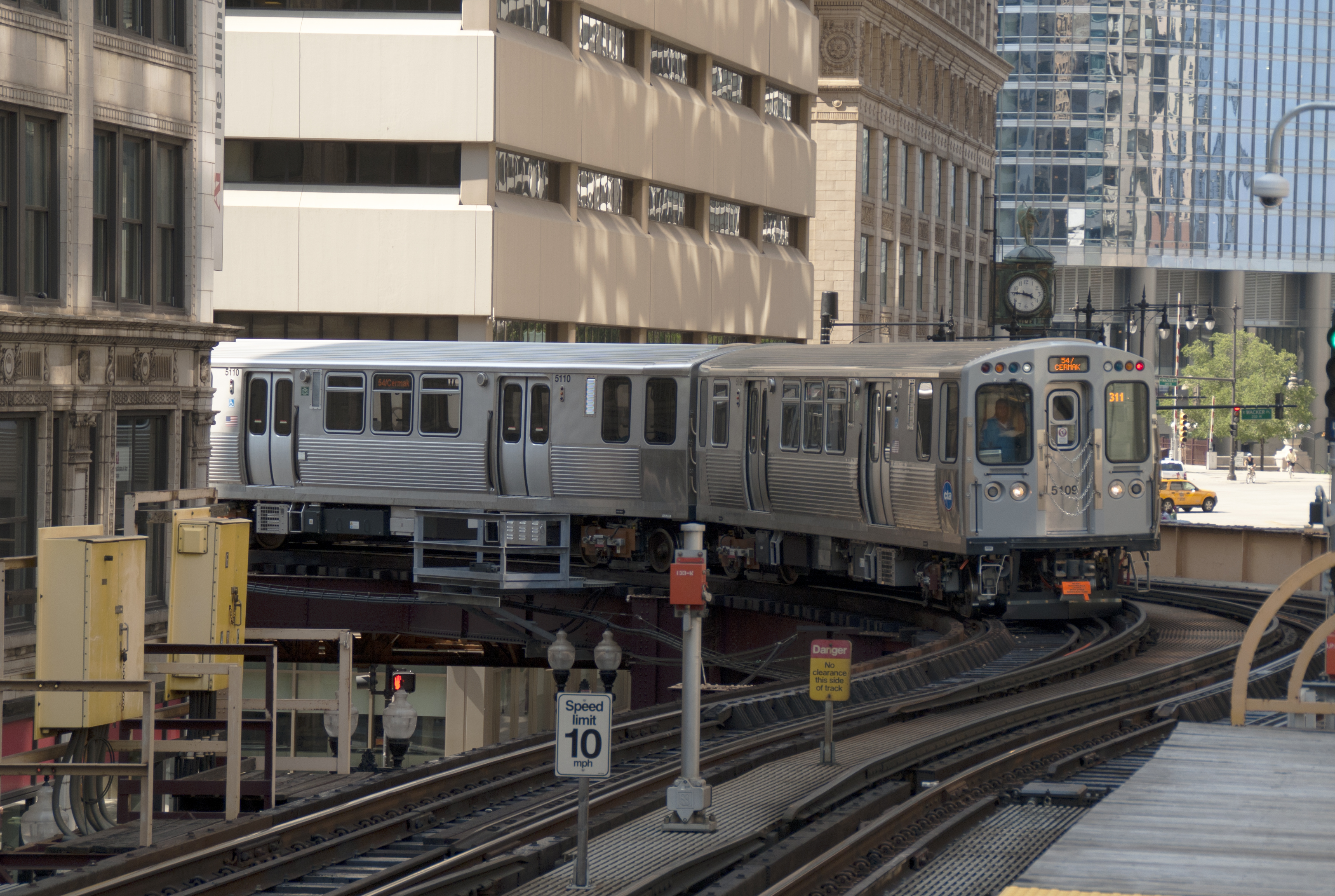
Robert actuaba como cantante callejero debajo de los carriles del metro de Chicago.

En su adolescencia, Kelly comenzó a actuar en las calles de Chicago después de formar un grupo con sus amigos Marc McWilliams, Vincent Walker y Shawn Brooks. En 1989, Kelly, McWilliams, Walker y Brooks formaron el grupo MGM (Musically Gifted Men). En 1990, MGM grabó y lanzó su primer sencillo “Why You Wanna Play Me", después de lanzar el sencillo el grupo se disolvió. En 1991, Kelly firmó con Jive Records y se asoció con un nuevo grupo de Chicago llamado Public Announcement.
En 1992, Joanne, la madre de Kelly, falleció.[cita requerida]

## Carrera profesional

### 1992-1996:Born Into the 90's,12 PlayyR. Kelly
Kelly comenzó su carrera profesional en 1989 cuando él, junto con Marc McWilliams, Vincent Walker y Shawn Brooks, participaron en el programa de Televisión Big Break, presentado por Natalie Cole. Kelly ganó 100 000 USD, y más tarde Kelly y su grupo vocal, Public Announcement, lanzaron su álbum debut Born Into the 90s. El álbum se lanzó durante la época del New Jack Swing, fue un éxito tanto en crítica como en ventas y le llevó a Kelly al estrellato. En junio de 1993, Kelly se separó del grupo.
El 9 de noviembre de 1993, Kelly lanzó su primer álbum de estudio en solitario, 12 Play. El álbum alcanzó al número 2 en Billboard 200. El álbum fue promocionado con los exitosos sencillos Bump N' Grind (número 1, USA), Your Body's Callin' (número 12, USA) y "Sex Me" (número 20, USA). En 1994, el álbum fue certificado Oro por RIAA. 12 Play le colocó a Kelly en un estatus de compositor y productor muy demandado por otros artistas.
En 1995, Kelly logró su primera nominación a los Premios Grammy; dos nominaciones por escribir y producir el que sería el último número 1 de Michael Jackson, "You Are Not Alone". El éxito de Kelly continuó con el lanzamiento de su segundo álbum de estudio, R. Kelly. R. Kelly fue su segundo número 1 en las listas de álbumes R&B y el primero de todos sus álbumes en alcanzar el número 1 en Billboard 200. R. Kelly recibió mayormente críticas positivas por parte de la crítica profesional y el 27 de abril de 2011, la revista Rolling Stone, incluyó el álbum en el puesto 88 de Los 100 Mejores Álbumes de los Años 90. El álbum fue promocionado con el exitoso "Down Low (Nobody Has To Know)", un dueto con Ronald Isley, vendió 4 millones de copias y recibió un total 4 certificaciones Platino de RIAA. 
El 26 de noviembre de 1996, Kelly lanzó "I Believe I Can Fly", una mezcla de R&B y Gospel, lanzada originalmente para la banda sonora de la película Space Jam. "I Believe I Can Fly" alcanzó el número 2 en el Billboard Hot 100, fue nominada a 5 Premios Grammy y le fueron otorgados 3 galardones.

### 1997-2001:R.yTP-2.COM
En 1997, Kelly firmó un contrato para jugar baloncesto con los Atlantic City Seagulls de la USBL. Kelly llevó el número 12 en honor a su álbum 12 Play. El contrato de Kelly con la USBL contenía una cláusula que le permitía cumplir con su obligación respecto a la música siempre y cuando fuese necesario. Kelly es el primer artista musical en jugar baloncesto profesional.
Desde el éxito de "I Believe I Can Fly", Kelly ganó notoriedad por prestar canciones para bandas sonoras populares como Batman & Robin ("Gotham City") y Life ("Fortunate").
El 17 de noviembre de 1998, Kelly lanzó su cuarto álbum de estudio y su primer álbum doble R.. Musicalmente, el álbum contiene diferentes tipos de géneros, desde Pop, Street Rap a Blues. Este álbum fue el primero en el que Kelly aceptó otros productores para producir o co-producir música en su álbum, también fue la primera vez que colaboró con otros artistas. Actualmente, es el álbum más vendido de Kelly, habiendo vendido 8 millones de copias en los EE. UU. según RIAA y 12.4 millones de copias en todo el mundo.
R. debutó número 1 en las listas de álbumes R&B, y fue número 2 en Billboard 200, con 216,000 copias vendidas la primera semana. El álbum fue promocionado el sencillo "I'm Your Angel", un dueto con Céline Dion, e incluyó la aclamada "I Believe I Can Fly", que fue lanzada dos años antes para la banda sonora de la película Space Jam. También aparece la canción "Gotham City", que forma parte de la banda sonora de la película de Batman y Robin.
A medida que el año 2000 comenzaba, Kelly se estableció como una super-estrella de R&B. En enero del año 2000, Kelly ganó el premio American Music Awards en la gategoría de Artista de R&B/Soul Favorito, y en febrero fue nominado a varios Premios Grammy, incluyendo Mejor Álbum R&B y Mejor Interpretación Masculina de R&B por la canción "When a Woman's Fed Up" y Mejor Interpretación de Rap por Dúo o Grupo ("Satisfy You") con P. Diddy.
El 7 de noviembre de 2000, Kelly lanzó su quinto álbum de estudio TP-2.com. Promocionado como la "secuela" del álbum de Kelly 12 Play, TP-2.com contiene una gran variedad de temas y géneros de música, entre ellos, canciones de fiesta, baladas centradas en relaciones sentimentales, canciones influenciadas por gospel y temas de hip hop. Aun así, el álbum también contiene temas sensuales y explícitos, incluyendo "The Greatest Sex" y "Strip for You". El álbum fue notable por los número 1 "I Wish", el remix de "Fiesta", en colaboración con Jay-Z y "Feelin' On Yo Booty".
TP-2.com debutó número 1 en las listas de Billboard, y también fue número 1 en las listas de Álbumes R&B/Hip-Hop, vendiendo un total de 543 000 copias la primera semana. El álbum terminó por vender un total de 4 millones de copias y fue certificado x4 Platino.
La canción "I Wish" fue nominada en la categoría de Mejor Interpretación R&B Masculina en el año 2001.

### 2002-2005:Chocolate Factory,Happy People/U Saved MeyTP.3 Reloaded
"The World's Greatest, de la banda sonora de la película Ali, fue un éxito, y la cantó durante los Juegos Olímpicos de Invierno. En 2001, Kelly confirmó que estaba trabajando con Jay-Z en un álbum colaborativo llamado The Best of Both Worlds; el álbum se lanzó el 26 de marzo de 2002, debutó número 2 en Billboard 200 y vendió un total de 285 000 copias su primera semana. Durante ese tiempo, Kelly comenzó a trabajar en la continuación de su quinto álbum de estudio TP-2.com, llamado Loveland.
En mayo de 2002, El que inicialmente sería el sexto álbum de estudio de Kelly, Loveland, se filtró y se retrasó su lanzamiento hasta noviembre. Kelly, re-grabó el álbum entero, lo llamó Chocolate Factory e incluyó muchas de las canciones que fueron filtradas en la edición limitada del álbum.
A principios del año 2003, Chocolate Factory se convirtió en otro gran éxito de Kelly, vendiendo un total de 3 millones de copias gracias al notoriedad que ganaron canciones como "Ignition", "Snake" y "Step in the Name of Love". Más tarde, Kelly siguió su éxito lanzando el recopilatorio de grandes éxitos The R in R&B Collection Volume 1.
En 2002, Kelly lanzó su segundo doble-álbum tras R., Happy People/U Saved Me, con el primer disco incluyendo temas basados e inspirados en la felicidad y en el Stepping, un tipo de baile urbano originado en Chicago. El segundo disco contiene temas basados en el Gospel y más inspiracionales. En octubre de 2004, Kelly se reunió con Jay-Z para hacer una continuación de The Best of Both Worlds. El dúo lanzó Unfinished Business y debutó número 1 en Billboard 200. Unfinished Business marcó la última colaboración entre Jay-Z y Kelly tras una serie de enfrentamientos y rivalidad entre los dos cantantes
En 2005, Kelly lanzó su séptimo álbum de estudio, TP.3 Reloaded, que se convirtió en su quinto número uno en la lista Billboard 200. Todas las pistas, excepto dos, fueron producidas por el propio Kelly. La gira posterior, propició la grabación y lanzamiento de un DVD titulado R. Kelly Live the Light It Up Tour, dirigido por el realizador estadounidense Jim Swaffield.
A finales de 2006. R. Kelly publica un nuevo álbum, el octavo en su carrera musical, titulado Double Up, lanzado por Jive Records y que contó con las colaboraciones de Swizz Beatz, The Runners, Snoop Dogg, Khao, Nelly, Chamillionaire y Polow da Don. El álbum debutó en lo más alto de la lista Billboard 200 en Estados Unidos y fueron tres los sencillo extraídos del álbum, I'm a Flirt (Remix), Same Girl (un dueto con Usher) y Rock Star. 
Entre 2008 y 2009 publica un nuevo sencillo, Hair Braider, y el mixtape The "Demo" Tape. En diciembre de 2009, el cantante publica un nuevo álbum, Untitled, con el que debuta en la posición número cuatro en las listas estadounidenses. El título previsto para este trabajo de Kelly era 12 Play: 4th Quarter, pero tras filtrarse varias de las canciones, finamente decidió reescribirlo y grabar de nuevo todo el material. Incluye como sencillo principal Number One, una colaboración entre Kelly y la cantante de R&B Keri Hilson

## Casos judiciales y condenas por abuso sexual

### Matrimonio ilegal
Según los medios Vibe y Chicago Sun-Times, Kelly, de 27 años, y la artista Aaliyah de 15 años, se casaron en una ceremonia secreta el 31 de agosto de 1994, en el condado de Cook, en el estado estadounidense de Illinois. Al haber conocido a Kelly antes de las nupcias, Aaliyah admitió que había declarado falsamente que tenía 18 años. Asimismo, en 2008, durante una entrevista, el gerente de la gira de Kelly, Demetrius Smith, confirmó que él había facilitado la boda al obtener una identificación falsificada de Aaliyah, que probaba que tenía 18 años de edad. Kelly había sido presentado a Aaliyah por su tío, Barry Hankerson, apenas tres años antes cuando tenía 12 años. El matrimonio fue anulado en febrero de 1995 a petición de la familia de Aaliyah por un juez de Michigan. Kelly y Aaliyah, sin embargo, negaron que se hubiera producido el matrimonio e incluso negaron que su relación hubiera ido más allá de la amistad. A pesar de las denegaciones de matrimonio, en mayo de 1997, Aaliyah presentó una demanda en el condado de Cook para que se borraran sus registros matrimoniales existentes, alegando que era menor de edad en el momento de casarse y confesó que mintió al firmar el certificado de matrimonio a los 18 años de edad, ya que ella no podía legalmente contraer matrimonio sin el consentimiento de los padres. La solicitud de cancelación estuvo en medio de una demanda presentada por Tiffany Hawkins, que estaba buscando usar los documentos de matrimonio en su caso contra Kelly. En 1998, Hawkins aceptó más tarde un acuerdo de confidencialidad por el que Kelly le pagó US$ 250.000.

### Denuncias de pornografía infantil y abusos
El 3 de febrero de 2002 apareció un video que supuestamente mostraba a Kelly teniendo relaciones sexuales con una niña menor de edad y orinando sobre ella. La historia, que fue publicada por una fuente desconocida, se envió al Chicago Sun-Times, el periódico publicó la historia el 8 de febrero de 2002. Esta noticia surgió cuando Kelly debía presentarse en la ceremonia de apertura de los Juegos olímpicos de invierno en 2002. Kelly dijo en entrevistas que él no era el hombre del video. En junio de 2002, Kelly fue procesado en Chicago por 21 cargos de tenencia de pornografía infantil. Ese mismo mes Kelly fue arrestado por el Departamento de Policía de Miami bajo una orden de arresto en Chicago. La presunta víctima se negó a declarar en el juicio y un jurado de Chicago determinó que Kelly no era culpable de ninguno de los 14 cargos de tenencia de pornografía infantil en junio de 2008. Los fiscales especificaron la misma presunta víctima en nuevos cargos presentada en 2019.
Mientras investigaba las fotografías reportadas en el Chicago Sun-Times, la Oficina del Sheriff del Polk County realizó un allanamiento de la residencia de Kelly en Davenport, Florida. Durante la búsqueda, los agentes recuperaron 12 imágenes tomadas con una cámara digital de una supuesta niña menor de edad -envuelta en una toalla en una bolsa de lona- que supuestamente mostraba a Kelly "involucrado en conducta sexual con la menor de edad". Según el Chicago Sun-Times, la chica de las imágenes obtenidas de la casa de Kelly en Florida también aparece en la cinta de video que hizo que Kelly fuera procesado en Chicago. Kelly fue arrestado en enero de 2003 por esos cargos. En marzo de 2004 estos cargos se retiraron debido a la falta de una causa probable para la orden de allanamiento.

### Secta sexual
El 17 de julio de 2017 Jim DeRogatis de BuzzFeed News reporta que tres grupos de padres acusaron a Kelly de mantener a sus hijas en una "secta abusiva". Kelly y las presuntas víctimas niegan las acusaciones.
En marzo de 2018 la BBC emitió en el Reino Unido un documental titulado 'R Kelly: Sex, Girls and Videotape' presentado por el reportero Ben Zand y exploró las acusaciones de 2017. Esto fue seguido, en mayo, por el documental 'R Kelly: El escándalo sexual continúa', que incluyó entrevistas con los padres de las hijas Savage.
Kelly fue nuevamente acusado de mala conducta el 17 de abril de 2018, por una ex compañera suya que afirmó que Kelly la había "infectado" intencionalmente con una enfermedad de transmisión sexual. Un representante de Kelly declaró que "niega categóricamente todas las reclamaciones y alegatos".
En un artículo de BBC News publicado en enero de 2019, una mujer llamada Asante McGee a quien Kelly había conocido en 2014 y llevado a vivir con él algunos meses después, dijo que ella vivía no solo con Kelly, sino también con otras mujeres. Ella dijo: "Él controlaba todos los aspectos de mi vida, mientras vivía con él". McGee más tarde se mudó por su propia cuenta.

### Boicot y respuesta de la industria
En mayo de 2018, la rama Women of Color del movimiento Time's Up llamó a boicotear la música y las actuaciones de Kelly por las muchas acusaciones en su contra. El boicot estuvo acompañado por una campaña de medios sociales llamada Mute R. Kelly. En respuesta, su representante dijo que Kelly apoya al movimiento en principios, pero apuntarle a él fue "el intento de linchamiento de un hombre negro que ha hecho contribuciones extraordinarias a nuestra cultura".
El servicio de transmisión de música Spotify anunció el 10 de mayo que dejaría de promover o recomendar música tanto de R. Kelly como de XXXTentacion. Spotify declaró: "No censuramos el contenido debido al comportamiento de un artista o creador, pero queremos que nuestras decisiones editoriales, lo que decidamos programar, reflejen nuestros valores". Dos días después, Apple Music y Pandora también anunciaron que ya no presentarán ni promocionarán la música de R. Kelly. Spotify recibió críticas de miembros de la industria musical que expresaron su preocupación por una "pendiente resbaladiza" de artistas en silencio, ya que R. Kelly nunca había sido condenado por ningún delito. Spotify finalmente revirtió esta decisión.

### Alegaciones de complicidad de la industria musical
The Washington Post publicó un extenso artículo en mayo de 2018 en el que se afirmaba que los ejecutivos de la industria de la música habían estado al tanto del comportamiento de abuso sexual de Kelly hacia las mujeres jóvenes durante años, pero hicieron poco o nada sobre ellas debido a su éxito como intérprete y compositor. Ya en 1994, el periódico informó que su representante de la gira había instado al fundador de Jive Records, Clive Calder, a decirle a Kelly que no publicaría los registros del cantante si continuaba teniendo "incidentes" con mujeres después de cada concierto que daba. Calder le dijo al Post que se arrepintió de no haber hecho más en ese momento, diciendo "Claramente, nos perdimos algo".
El expresidente de Jive, Barry Weiss, le dijo al periódico que durante sus 20 años en la discográfica nunca se preocupó por la vida privada de Kelly y que no tenía conocimiento de las 2 demandas presentadas contra Kelly y la discográfica por mujeres que alegaban conducta sexual inapropiada, demandas en las que la discográfica había argumentado con éxito que no era responsable. Larry Khan, otro ejecutivo de Jive que trabajó estrechamente con el cantante incluso después de ver el video sexual, también dio a entender que no era responsabilidad del sello, y señaló a Chuck Berry y Jerry Lee Lewis como músicos cuyos sellos continuaron lanzando y promoviendo sus discos a pesar del público conocimiento sobre sus involucramiento con mujeres menores.
Los ejecutivos de Epic Records también adoptaron una actitud relajada ante las acusaciones de conducta sexual inapropiada de Kelly, afirmó el Post. En 2002, después de que firmó con el sello, el ejecutivo David McPherson supuestamente evitó ver una copia de una cinta que presuntamente mostraba al cantante teniendo relaciones sexuales con una menor de edad, incluso cuando había advertido al asistente de Kelly que si resultaba ser Kelly en esa cinta, la discográfica abandonaría el trato. McPherson no respondió a las solicitudes de comentarios del Post. Una pasante de la discográfica, cuyo trabajo terminó después de que comenzó una relación con Kelly, costándole finalmente el puesto, arregló con Epic por US$ 250,000; Cathy Carroll, la ejecutiva para la que trabajaba, reprendió regularmente a su antigua subordinada por tener un romance con un hombre casado cada vez que se reunían en funciones sociales durante años, y el daño a la reputación de la mujer la llevó a abandonar su carrera en la industria musical. Carroll le dijo al periódico que la mujer estaba "destrozada... Muchas veces no son realmente los hombres".
El Washington Post también sugirió que las discográficas fueron cómplices en las acusaciones de culto sexual de la nota de BuzzFeed del verano anterior. Los empleados de los estudios donde grabaron Kelly debían firmar acuerdos de no divulgación y no entrar en ciertas habitaciones, que según ellos creían era donde Kelly hacía que las mujeres se quedaran mientras él trabajaba. A pesar de los acuerdos, el periódico pudo publicar capturas de pantalla de intercambios de texto en los que las mujeres de las habitaciones pidieron a los asistentes de Kelly que los dejaran salir para que pudieran ir al baño o buscar comida. El periódico también publicó fotos tomadas después de que Kelly hubiera concluido una sesión de seis semanas en un estudio de Los Ángeles, pagado por su sello en ese momento, RCA Records, que muestra una taza de orina sobre un piano y manchas de orina en el piso de madera de otra habitación.

### Respuesta musical a alegatos
Kelly lanzó el sencillo "I Admit It" de 19 minutos en SoundCloud el 23 de julio de 2018 como respuesta a las acusaciones. La canción no contiene admisiones criminales a pesar de su título y estribillo, que repite la letra "Lo admito, lo hice". En "I admit it", Kelly niega las acusaciones de violencia doméstica y pedofilia, afirmando que son asuntos de opinión. Kelly también denuncia a Jim DeRogatis y repudia la afirmación de su informe de investigación de que opera un "culto sexual". Dirigiéndose a la campaña de medios sociales Mute R. Kelly, Kelly canta: "solo Dios puede silenciarme". La canción fue criticada por revisores, quienes la describieron como un acto de trolling. Andrea Kelly y Carey Killa Kelly, la exesposa y hermano de R. Kelly, respondieron a "I Admit it" con un remix y un diss track.

### Sobreviviendo a R. Kelly
En enero de 2019, Lifetime comenzó a emitir una serie documental de seis partes que detalla las acusaciones de abuso sexual y conducta indebida contra Kelly. Según un informe de TMZ, Kelly planea emprender acciones legales contra los creadores de la serie y Lifetime.
A las dos semanas de emisión, Kelly lanzó una página de Facebook en la que buscaba desacreditar a los acusadores que aparecían en la docuserie pero Facebook eliminó la página por violar sus normas. Parecía contener información de contacto personal de sus acusadores.

### Condenas por abuso sexual a menores
El 22 de febrero de 2019 la Oficina del Fiscal del Estado del Condado de Cook en Illinois acusó a Kelly con 10 cargos de abuso sexual agravado. Los cargos alegan que de 1998 a 2010 Kelly abusó sexualmente de cuatro mujeres, tres de las cuales eran adolescentes menores de edad en ese momento, con pruebas que incluyen un video provisto por Michael Avenatti que presuntamente describe un nuevo crimen. Kelly se entregó el día en que se anunciaron los cargos. El juez estableció una fianza de US$ 1 millón y le ordenó a Kelly que no tuviera contacto con ningún menor de 18 años o presunta víctima. Kelly se declaró inocente de todos los cargos a los que llamó mentiras. Fue puesto en libertad bajo fianza después de dos noches en la cárcel.
El 6 de marzo de 2019 el programa de televisión CBS This Morning emitió una entrevista con Kelly de Gayle King, en la que Kelly insistió en su inocencia y culpó a las redes sociales por las acusaciones. Atraer la atención de los medios de comunicación fue un arrebato emocional de Kelly durante la entrevista, donde se puso de pie, se golpeó el pecho y gritó. Durante la misma transmisión, dos mujeres que residen con Kelly, cuyos padres dicen que son cautivas con lavado de cerebro, declararon su amor por Kelly y lo defendieron.
El 22 de febrero de 2019, Kelly fue acusado de 10 cargos de abuso sexual criminal agravado. El 11 de julio de 2019, fue arrestado por cargos federales alegando delitos sexuales, trata de personas, pornografía infantil, extorsión y obstrucción de la justicia. Kelly enfrentó un total de 22 cargos federales, incluidos pornografía infantil, secuestro y trabajo forzado, al 29 de enero de 2021. El juez federal ordenó que R. Kelly fuera encarcelado en espera de juicio por los cargos. El 27 de septiembre de 2021, un jurado de un tribunal federal declaró a R. Kelly culpable de nueve cargos de extorsión y violación de la Ley Mann. El juez ordenó que R. Kelly permaneciese bajo custodia en espera de la sentencia, que se fijó para el 4 de mayo de 2022.
Finalmente el 29 de Junio del 2022, fue sentenciado a 30 años de cárcel por el tema del abuso a menores de edad.
El 23 de febrero de 2023, fue sentenciado a 20 años más de prisión, por el delito de pornografía infantil por un caso aparte.

## Otras cuestiones legales
Después de una pelea en julio de 1996 en el club deportivo Lafayette, en Louisiana que involucra a Kelly y sus acompañantes, Kelly fue puesto en libertad condicional sin supervisión durante un año a partir del 13 de agosto de 1997, después de ser declarado culpable de agresión. Una de las víctimas necesitó 110 puntos faciales. También ese año, una joven de 20 años acusó a Kelly en la corte civil de tener relaciones sexuales con ella cuando el tenía 24 años y ella tenía 15 años. Kelly resolvió la demanda en 1998 por US$ 250,000 según el Chicago Sun-Times.
El 8 de abril de 1998 Kelly fue arrestado por tres delitos menores de mala conducta, incluido un cargo por disturbios al poner la música extremadamente alta desde su auto. Los fiscales retiraron los dos primeros cargos el 7 de mayo y el cargo por el ruido el 22 de julio de ese año.
El 6 de marzo de 2019, Kelly fue encarcelado nuevamente en el condado de Cook después de no pagar US$ 161,633 en manutención infantil. El 9 de marzo de 2019 fue liberado después de que alguien, que no quería ser identificado, pagó la pensión alimenticia. Su abogado dice que no pudo discutir el pago debido a una orden discreción.

## Estilo musical

### Estilo musical e influencias

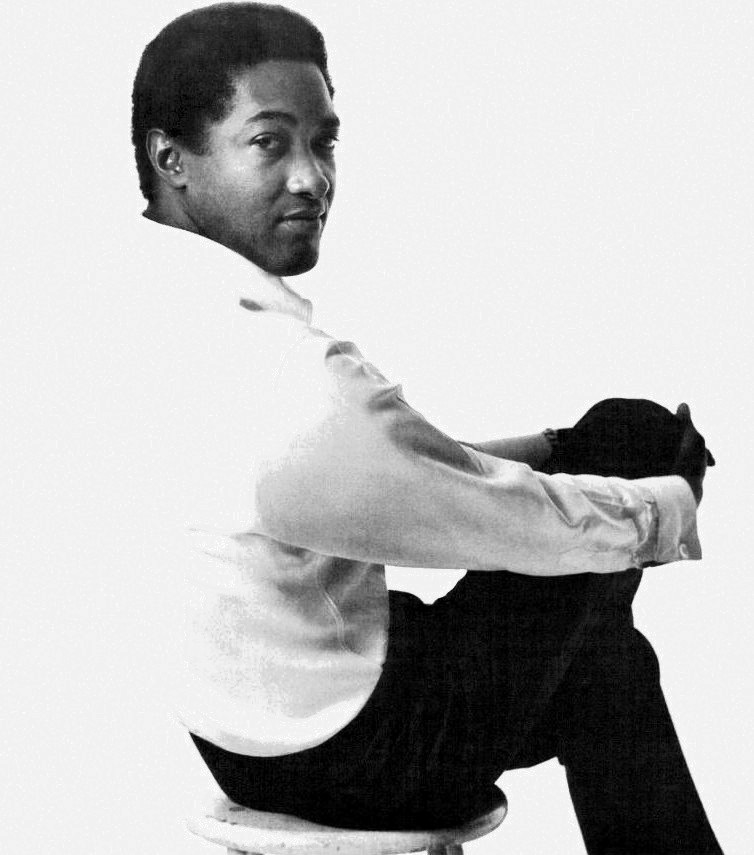
La mayor influencia de Kelly es el Rey del Soul, Sam Cooke.

La música de Kelly se inspira mayormente en los géneros R&B, hip hop y soul. Uno de los primeros recuerdos musicales de Kelly es escuchar a su madre, Joanne Kelly cantar. Como un niño pequeño, él fue influenciado por el trabajo de los músicos tales como Stevie Wonder, Marvin Gaye, Al Green, Donny Hathaway, Sam Cooke y los hermanos Isley. Aunque Stevie Wonder tuvo una influencia sustancial en Kelly, Marvin Gaye y Donny Hathaway son las mayores inspiraciones de Kelly. En referencia a Hathaway, Kelly declaró: "Un tipo como Donny Hathaway tenía una textura sexual enfocada en su voz que siempre quise en la mía". "Tenía tonos suaves y conmovedores, pero era espiritual al mismo tiempo". Kelly estaba fuertemente influenciado por la imagen de seductor sin escrúpulos de Marvin Gaye. "Tenía que hacer un álbum para hacer bebés, si Marvin Gaye lo hacía, yo también quería hacerlo", dijo Kelly. Kelly trabajó con el grupo de R&b Public Announcement durante su debut en el final de la nueva era del New Jack Swing, con ellos, evolucionó y nutrió aún más su sonido. Mientras que Kelly creó una mezcla suave y profesional de ritmos de hip hop, soulman crooning y funk, el elemento más distintivo de su música es su carnalidad explícita. Canciones como "Sex Me", "Bump n' Grind", "Your Body's Callin" y "Feelin on Yo Booty" son ejemplos notables.

### Estilo vocal y temas líricos
La voz de Kelly fácilmente cambia de Barítono en auge a un Alto seductor. El amor y el sexo son los temas de la mayoría del contenido lírico de Kelly, aunque ha escrito sobre una amplia variedad de temas como la inspiración y la espiritualidad. Kelly ha dicho que escribe de experiencias cotidianas y se enorgullece de ser versátil. Larry Khan, vicepresidente senior de marketing y promoción urbana de Jive, ha dicho que la brújula musical de Kelly es insuperable.
Kelly nunca escribe ninguna letra; Normalmente suele hacer sus propios freestyles en el estudio. Él dice: "Nunca escribo nada, ya que he estado en el negocio de la escritura de canciones - 20 años, nunca escribo nada en el papel, todo sale de lo alto de mi cabeza. Sea cual sea el sentido de la pista, eso es lo que hago".

## Discografía

### Álbumes de estudio
- 12 Play (1993)
- R. Kelly (1995)
- R. (1998)
- TP-2.com (2000)
- Chocolate Factory (2003)
- Happy People/You Saved Me (2004)
- TP-3: Reloaded (2005)
- Double Up (2007)
- Untitled (2009)
- Love Letter (2010)
- Write Me Back (2012)
- Black Panties (2013)
- The Buffet (2015)
- 12 Nights of Christmas (2016)

### Álbumes colaborativos
- Born into the 90's (1992)
- The Best of Both Worlds (2002)
- Unfinished Business (2004)

## Premios Grammy
Los premios Grammy son una distinción otorgada por la Academia Nacional de Artes y Ciencias de la Grabación (una asociación estadounidense) para dar reconocimiento a un logro especialmente destacado de la industria musical. Es el equivalente musical de los Óscars (cine), Emmys (televisión) y Tonys (teatro). Kelly ha sido nominado 25 veces, y ha conseguido 3 premios.
| Año  |                                                                       | Categoría                                                               | Resultado |
| ---- | --------------------------------------------------------------------- | ----------------------------------------------------------------------- | --------- |
| 1996 | You Are Not Alone (productor)                                         | Canción del año                                                         | Nominado  |
| 1998 | I Believe I Can Fly                                                   | Canción del año                                                         | Nominado  |
| 1998 | I Believe I Can Fly                                                   | Grabación del año                                                       | Nominado  |
| 1998 | I Believe I Can Fly                                                   | Mejor Canción R&B                                                       | Ganador   |
| 1998 | I Believe I Can Fly                                                   | Mejor interpretación R&B masculina                                      | Ganador   |
| 1998 | I Believe I Can Fly                                                   | Mejor canción escrita para una película, televisión u otro medio visual | Ganador   |
| 1999 | I'm Your Angel (with Celine Dion)                                     | Mejor colaboración vocal de pop                                         | Nominado  |
| 1999 | Lean On Me (with Kirk Franklin, Mary J. Blige, Crystal Lewis, & Bono) | Mejor interpretación R&B con vocales por dúo o grupo                    | Nominado  |
| 2000 | When a Woman's Fed Up                                                 | Mejor interpretación R&B masculina                                      | Nominado  |
| 2000 | R.                                                                    | Mejor álbum de R&B                                                      | Nominado  |
| 2000 | Satisfy You (with Puff Daddy)                                         | Mejor interpretación rap por dúo o grupo                                | Nominado  |
| 2001 | I Wish                                                                | Mejor interpretación R&B masculina                                      | Nominado  |
| 2003 | The World's Greatest                                                  | Mejor interpretación R&B masculina                                      | Nominado  |
| 2004 | Step In The Name Of Love                                              | Mejor interpretación R&B masculina                                      | Nominado  |
| 2004 | Chocolate Factory                                                     | Mejor álbum de R&B contemporáneo                                        | Nominado  |
| 2005 | Happy People                                                          | Mejor interpretación R&B masculina                                      | Nominado  |
| 2006 | Trapped in the Closet Chapters 1–12                                   | Mejor video musical de formato largo                                    | Nominado  |
| 2008 | Same Girl (with Usher)                                                | Mejor interpretación R&B con vocales por dúo o grupo                    | Nominado  |
| 2008 | Trapped in the Closet Chapters 13–22                                  | Mejor video musical de formato largo                                    | Nominado  |
| 2011 | When a Woman Loves                                                    | Mejor interpretación vocal de R&B tradicional                           | Nominado  |
| 2011 | Untitled                                                              | Mejor álbum de R&B contemporáneo                                        | Nominado  |
| 2012 | Radio Message                                                         | Mejor interpretación de R&B tradicional                                 | Nominado  |
| 2012 | Love Letter                                                           | Mejor álbum de R&B                                                      | Nominado  |
| 2013 | Write Me Back                                                         | Mejor álbum de R&B                                                      | Nominado  |
| 2015 | It's Your World (with Jennifer Hudson)                                | Mejor interpretación de R&B                                             | Nominado  |